# Ada Karmi-Melamede
Ada Karmi-Melamede (hébreu : עדה כרמי-מלמד) est une architecte israélienne, née le 24 décembre 1936 à Tel Aviv.

## Biographie
Ada Karmi-Melamede est née et a grandi à Tel Aviv. Elle travaille ensuite dans le village d'artistes Ein Hod puis étudie à l'Architectural Association School of Architecture de Londres de 1956 à 1959, puis de 1961 à 1962 au Technion - Institut de technologie d'Israël, où elle obtient son diplôme en 1963. Elle enseigne  aux États-Unis, d'abord à l'université Columbia puis à Yale et à l'université de Pennsylvanie.
En 1986, elle retourne en Israël et remporte avec son frère le concours de conception de l'enceinte de la Cour suprême d'Israël, qui ouvre en 1992. Le critique d'architecture Paul Goldberger du New York Times écrit à propos du bâtiment : « le tranchant de la tradition architecturale méditerranéenne et la dignité de la loi sont ici mariés avec une grâce remarquable ».

## Récompenses
- En 2007, Ada Karmi-Melamede est récompensée du prix Israël d'architecture[4],[5]. Son père, Dov Karmi, avait reçu le même prix en 1957, et son frère Ram Karmi en 2002.
- Ada Karmi-Melamede est aussi récipiendaire du prix Sandberg de l'art israélien (en).